# Авантуре Саре Џејн
Авантуре Саре Џејн (енгл. The Sarah Jane Adventures) је британска научнофантастична телевизијска серија коју је креирао Расел Т. Дејвис и у којој главну улогу тумачи Елизабет Слејден као Сара Џејн Смит. Ова серија је спиноф друге британске научнофантастичне серије, Доктор Ху, и намењена је млађој публици у односу на оригиналну серију. Фокусира се на авантуре Саре Џејн, истраживачке новинарке која је, као млада жена, са Доктором доживела бројне пустоловине у времену и простору. Након Слејденине смрти 2011. године, BBC је потврдио да се серија неће бити обновљена за шесту сезону.
Серија је почела са приказивањем 1. јануара 2007. на каналу BBC One, и емитована је до Слејденине смрти 2011. године. Била је номинована за дечју награду БАФТА у категорији за најбољу драму 2008, као и за велшку награду БАФТА у истој категорији наредне године. Серија је освојила награду Краљевског телевизијског друштва за најбољу дечју драму 2010. године.
Од 30. новембра 2022, све епизоде су доступне путем стриминг услуге BBC iPlayer.

## Премиса
Истраживачка новинарка Сара Џејн Смит, уз помоћ свог усвојеног сина, његових пријатеља и интелигентног суперкомпјутера, бори се против злих ванземаљских сила на Земљи.

## Улоге
| Глумац               | Улога                |
| -------------------- | -------------------- |
| Елизабет Слејден     | Сара Џејн Смит       |
| Јасмин Пејџ          | Марија Џексон        |
| Томи Најт            | Лук Смит             |
| Александер Армстронг | Господин Смит (глас) |
| Данијел Ентони       | Клајд Лангер         |
| Анџли Мохиндра       | Рани Чандра          |
| Џон Лисон            | К9 (глас)            |
| Шинејд Макл          | Скај Смит            |

Поред Слејденове, главне улоге у првој сезони серије тумаче Јасмин Пејџ као Марија Џексон, 13-годишња комшиница Саре Џејн у Илингу, у западном Лондону, и Томи Најт као дечак по имену Лук, кога је усвојила Сара Џејн на крају уводне приче. Трећи члан младе пратње Саре Џејн је 14-годишњи Клајд Лангер, кога игра Данијел Ентони, а који је представљен у првој епизоди прве сезоне. Глумица Порша Лоренс Мавур накратко је играла Маријину другарицу Келси Хупер у новогодишњем специјалу „Инвазија Бејна” 2007. године, који је приказан пре почетка прве сезоне. Марија и њена породица су избачени из серије у првој причи друге сезоне, „Последњи Сонтаранац”, али су се Марија и њен отац накратко вратили у другом делу „Ознаке Берсеркера”. У другој причи те сезоне, „Дан кловна”, уведено је неколико нових редовних чланова глумачке екипе: Рани Чандра и њени родитељи Хареш и Гита (које глуме Анџли Мохиндра, Ејс Бати и Мина Анвар). Ово се догодило када је лик Алана Џексона (Џозеф Милсон) напустио серију заједно са Криси (Џулијет Кауан) и Маријом Џексон (Јасмин Пејџ).
Џозеф Милсон се појављује током прве сезоне као Маријин недавно разведени отац Алан, док Маријину мајку Криси игра Џулијет Кауан. Још један стални члан глумачке екипе је Александер Армстронг из комичног двојца Армстронг и Милер, који даје глас Господину Смиту, ванземаљском компјутеру на тавану Саре Џејн. У специјалу из 2007. појављују се Саманта Бонд као сплеткарска негативка госпођа Вормвуд и Џејми Дејвис као њен ПР агент Дејви. Гостујуће улоге у првој сезони имали су Џејн Ашер као Андреа Јејтс, пријатељица из детињства Саре Џејн, Флоела Бенџамин као професорка Риверс, која се вратила у другој, трећој и петој сезони, као и Филида Ло у улози Бее Нелсон-Стенли. У другој сезони гостовали су Бредли Волш као зли ванземаљац кловн у причи „Дан кловна” и Рас Абот као злокобни астролог у „Тајнама звезда”. У другој сезони су се такође појавили Гари Бидл и Џослин Џи Есијен, који су тумачили Клајдове родитеље Пола и Карлу у „Ознаци Берсеркера”. Есијенова је накратко поновила своју улогу у четвртој сезони, као и у петој. Саманта Бонд се вратила као Пелин у „Непријатељу Бејна”.
Првобитни извршни продуценти за Авантуре Саре Џејн били су Фил Колинсон, Расел Т. Дејвис и Џули Гарднер. Сузи Лигат је продуцирала пилот епизоду, а Метју Бауч је радио као продуцент серије. Косценариста Гарет Робертс, који је писао за Часопис доктор Ху, рекао је: „Сви смо одлучни да ће ово бити велика, снажна драма, о којој нико неће размишљати као о искључиво 'дечјој' серији.” Сју Нот је била извршна продуценткиња друге сезоне за CBBC.
У децембру 2007. BBC је изјавио да ће Пирс Венгер заменити Џули Гарднер на месту извршног продуцента Доктора Хуа у јануару 2009, али да ће она наставити да буде извршна продуценткиња Торчвуда и Авантура Сара Џејн до 2008. године.
За четврту сезону 2010. извршни продуценти били су Расел Т. Дејвис и Ники Вилсон, а продуценти Брајан Минчин и чести сценариста Фил Форд. Током ове сезоне, Сирил Нри је представљен као нови споредни лик под називом Трговац. Продукцијска екипа је остала иста за завршне епизоде пете сезоне које су снимане упоредо са четвртом. Скраћена пета и последња сезона серије увела је нову главну јунакињу по имену Скај, коју је играла Шинејд Мајкл. Епизода која је увела Скај такође је садржала поновно појављивање Трговца, али чињеница да друга половина сезоне никада није снимљена оставила је његову причу, као и друге текуће заплете, нерешеним. Посебно издање Часописа Доктор Ху, Сапутник Саре Џејн 3. том, објављено у августу 2012, детаљно је описало заплет три неснимљене приче.

### Ликови изДоктора Хуа
Као и Сара Џејн, и неки ликови из класичне или модерне серије Доктор Ху се појављују у Авантурама Сара Џејн. К9, коме глас даје Џон Лисон, има гостујућу улогу у новогодишњем специјалу и у завршници прве сезоне и редовно се појављивао у трећој и још два пута у четвртој сезони. Доктор се појављује два пута у серији. Дејвид Тенант га тумачи у „Венчању Саре Џејн” (2009), а његов наследни Мет Смит у „Смрти Доктора” (2010). У потоњој епизоди такође гостује Кети Менинг као Џо Џоунс (девојачко Грант), понављајући улогу коју је играла заједно са Трећим Доктором (Џон Пертви) између 1971. и 1973. године. У епизоди „Скај” је првобитно требало да се појави Мет Смит, али су обавезе спречиле његово појављивање. Николас Кортни се појављује као бригадир сер Алистер Гордон Летбриџ-Стјуарт у епизоди „Непријатељ Бејна” (2008), што је било и његово последње појављивање у овој улози пре смрти глумца 2011. године. Разни ликови водитеља који су се појављивали током Дејвисовог мандата на месту главног сценаристе у Доктору Хуу такође се појављују и у Авантурама Сара Џејн, наиме Лашел Карл, Тринити Велс, Џејсон Мохамад и Ентони Дебек.
Бројни други ликови су поменути кроз дијалог. Неколико бивших Докторових сапутника се помиње у причи „Смрт Доктора”, а епизода такође укључује кратке флешбековеу који приказују Трећег, Четвртог и Десетог Доктора. Сапутник Хари Саливен се помиње у дијалогу у неколико наврата, а фотографија лика је видљива у једној епизоди. У издању Часописа Доктор Ху, Софи Алдред је прочитала имејл Расела Т. Дејвиса у којој је он изјавио да планира да уведе Ејс у причу ако би се серија наставила, а на њу је алудирано на крају „Смрти Доктора”, када су судбине Харија Саливена, Ијана Честертона, Барбаре Рајт, Бена Џексона, Поли, Теган Јованке и Ејс откривене.

## Епизоде
| Сезона | Сезона | Епизоде | Епизоде | Оригинално емитовање | Оригинално емитовање |
| Сезона | Сезона | Епизоде | Епизоде | Премијера            | Финале               |
| ------ | ------ | ------- | ------- | -------------------- | -------------------- |
|        | Пилот  | 1       | 1       | 1. јануар 2007.      | 1. јануар 2007.      |
|        | 1.     | 10      | 10      | 24. септембар 2007.  | 19. новембар 2007.   |
|        | 2.     | 12      | 12      | 29. септембар 2008.  | 8. децембар 2008.    |
|        | 3.     | 12      | 12      | 15. октобар 2009.    | 20. новембар 2009.   |
|        | 4.     | 12      | 12      | 11. октобар 2010.    | 16. новембар 2010.   |
|        | 5.     | 6       | 6       | 3. октобар 2011.     | 18. октобар 2011.    |

Премијерна епизода серије Авантуре Саре Џејн емитована је у облику 60-минутног новогодишњег специјала 2007. године, под називом „Инвазија Бејна”, коју су заједно написали Расел Т. Дејвис и Гарет Робертс. „Инвазија Бејна” није била пилот епизода, иако прича садржи много конвенционалних уводних елемената заједничких пилот епизодама. Креатор серије Расел Т. Дејвис је прокоментарисао изузетну ситуацију са емитовањем ове епизоде, рекавши: „Авантуре Саре Џејн су помало необичне по томе што су наручене пре него што смо написали сценарио. Да смо написали гомилу глупости, они би ипак морали да је сниме.” Он назива „Инвазију Бејна” једноставно „првом епизодом”. Прича се фокусирала на истрагу Саре Џејн о популарном безалкохолном напитку који изазива зависност, под називом Bubble Shock!.
Прва сезона емитована је у септембру те године и састоји се од пет дводелних получасовних прича. Појединачне получасовне епизоде су емитоване једном недељно на каналу BBC One, док су недељу дана унапред биле приказане на дечијем дигиталном каналу СВВС. Последњи део је емитован у новембру 2007. године. Друга сезона је почела у септембру 2008. у истом формату, са шест прича уместо пет, и завршила се у децембру. Трећа сезона је почела 15. октобра 2009, два пута недељно (четвртком и петком) на каналу BBC One од 15. октобра до 20. новембра. Четврта сезона се емитовала од 11. октобра 2010. године. Прву од сваког пара прича пратила је једна епизода Ванземаљских досијеа Саре Џејн, комплета 25-минутних епизода у којима један члан глумачке екипе ажурира базу података Господина Смита о одређеним ванземаљцима.
Због болести глумице Елизабет Слејден и њене смрти 19. априла 2011. године, снимање друге половине пете сезоне, која је требало да буде емитована у јесен те године, одложено је, а касније и отказано. Снимање три приче из пете сезоне је завршено и тиме је завршена постпродукција ових прича. Последња сезона је емитована од 3. до 18. октобра 2011. на СВВС-у и завршила се омажом Елизабет Слејден у виду видео монтаже сцена из серије и неколико епизода Доктора Хуа, као и завршног текста „И прича се наставља... заувек”.
Сценарио неснимљене епизоде Авантуре Саре Џејн, под називом „Тринаести спрат”, прерађен је и емитован као епизода серије Чаробњаци против ванземаљаца.

### Збогом, Саро Џејн
Дана 19. априла 2020. специјална 13-минутна мини-веб-епизода под називом Збогом, Саро Џејн емитована је на друштвеним мрежама Доктора Хуа као омаж Елизабет Слејден. Током ове приче се имплицирало да је Сара Џејн убијена док је спречавала инвазију ванземаљаца. Као такав, одржан је помен коме су присуствовали Лук, Клајд, Рани, Скај и Марија, у пратњи својих пријатеља и породица (међу њима и неколико Докторових бивших сапутника). Осим прекида и коначног сукоба са Трикстером, помен је прошао глатко, а група се припрема да још једном напусти Банерман роуд 13. Рани, међутим, остаје и, у свом последњем разговору са Господином Смитом, изражава наду да Сара Џејн путује са Доктором (који је био одсутан, пошто би њена смрт сломила оба његова (или њена) срца, према речима Џо Грант) још једном. Епизоду је написао Расел Т. Дејвис.
Прича, коју је приповедао Џејкоб Дадмен, деловала је као епилог серије, а појавили су се Томи Најт, Данијел Ентони, Анџли Мохиндра, Кети Менинг и Мина Анвар у својим улогма из серије, а такође се појавила и Софи Алдред која је тумачила Ејс, сапутницу Седмог Доктора.

## Позадина и развој
је 2006. изразио занимање за продукцију спинофа Доктора Хуа. Њихова почетна идеја била је „драма заснована на идеји младог Доктора Хуа”, али је Расел Т. Дејвис ставио вето на ову одлуку. „Некако, идеја да четрнаестогодишњи Доктор на Галифреју измишља соничне шрафцигере, одузима мистерију и интригу о томе ко је он и одакле је дошао”, рекао је Дејвис. Уместо тога, предложио је серију засновану на Докторовој бившој сапутници Сари Џејн Смит.
Лик Саре Џејн Смит, коју је играла Елизабет Слејден, појављивао се у Доктору Хуу од 1973. до 1976. године, заједно са Џоном Пертвијем као Трећим Доктором и Томом Бејкером као Четвртим. Пилот епизода за још једну спиноф серију Доктора Хуа, К-9 и друштво, направљена 1981. године, укључивала је Сару Џејн и роботског пса К9; цела серија никада није наручена. Сара Џејн и К9 су се враћали Доктору Хуу у разним медијима много пута током година, при чему се нарочито издвајају специјал поводом 20. годишњице серије, „Пет Доктора” (1983), као и епизоде оживљене серије: „Школски сусрет” (2006), „Украдена Земља”, „Крај путовања” (2008) и „Крај времена” (2010).
Сара Џејн је често изгласана за најпопуларнију сапутницу Доктора Хуа, како од стране обожавалаца серије, тако и од шире јавности. Ariel, интерни билтен BBC-ја, почетком августа 2006. први је потврдио да је у току развој серије о Сари Џејн. Ове ране гласине су биле повезане са радним насловом Сара Џејн истражује.
Једина појављивања К9 у прве две сезоне серије била су камео улоге у специјалу и појављивање у последњој епизоди прве сезоне. Ово је било због истовременог развоја независно продуциране дечије серије К9, која садржи ремоделовану верзију К9, са само посредним референцама на Доктора Хуа. Године 2009. К9 се појавио заједно са глумачком екипом Авантура Сара Џејн у скечу за добротворну организацију Comic Relief и у шест епизода треће сезоне, након чега су уследила још два појављивања у четвртој сезони. У петој сезони се уопште није појављивао.

### Продукција
Продукција целе серије почела је у априлу 2007. године. Две од пет дводелних прича написао је косценариста специјала Гарет Робертс. Сценариста серија Женски затвор и Нови капетан Скарелт, Фил Форд, написао је две приче, а Фил Гледвин једну. Творац и извршни продуцент серије Расел Т. Дејвис је намеравао да напише једну причу, али је био приморан да одустане због других пословних обавеза.

## Пријем
Серија је генерално добро прихваћена од стране критичара и публике. На крају прве сезоне, Еби Грант из новина The Daily Telegraph написала је: „Пошто дебата о будућности дечије телевизије још увек траје, ово је оно што BBC ради најбоље и упркос недостатку продукцијских вредности Доктора Хуа, ово је и даље врхунски програм за време чаја.” Данијел Мартин из новина The Guardian описао је серију као веома обећавајућу и убедљивију од другог спинофа Доктора Хуа, Торчвуда. Веб-сајт за рецензије DVD Talk назвао је серију „дивном, промишљеном и маштовитом забавом за децу”, коју топло препоручују. Серија је такође добила похвале због своје спремности да се позабави „мрачним темама као што су Алцхајмерова болест, бескућништво и губитак”.

„Ретко се дешава да добијете лик који привлачи публику свих генерација. Оно што Авантуре Саре Џејн постижу савршено јесте то што Сара Џејн остаје одмах препознатљива као упорна репортерка из прошлости, али са додатним мајчинским штихом који очарава циљну публику. Њено одсуство из серије ће се осетно приметити.”

— Дејвид Браун из часописа Radio Times о последњој сезони.
На веб-сајту Metacritic, прва сезона је добила генерално повољну оцену 66 од 100 на основу пет рецензија. Како је серија напредовала, рецензије су постале нешто позитивније, а рецензент DVD Talk-а Дејвид Корнелијус је рекао да је „друга сезона чак и боља од прве”. Међутим, Ерик Профанчик из DVD Verdict-а је изјавио да је друга сезона патила од „лоших сценарија и ужасне глуме”, критикујући је због „једноставне радње, превише погодности и отрцаног хумора”. Трећу сезону је Гај Клапертон у рецензији за веб-сајт ScreenJabber.com описао као нешто храбрију од својих претходника, док ју је Bullz-eye.com описао као „слатку, забавну малу серију, са неким згодним идејама, чије је срце је на правом месту”. Рецензије за последњу сезону су похвалиле крај серије и неизбежно некомплетну природу сезоне (након смрти Елизабет Слејден) и њене приче. Стивен Кели из The Guardian-а рекао је да је то била „прикладна почаст Елизабет Слејден” и да је заузела „јединствено место у Хуниверзуму”.

## Међународно емитовање
BBC Kids, дечји канал BBC Worldwide-а у Канади, почео је да емитује Авантуре Саре Џејн са „Инвазијом Бејна” 13. јануара 2008, емитујући остатак серије узастопно сваке недеље. Јужноафрички канал ЅАВС 2 почео је да емитује серију почев од 9. фебруара 2008. године. Канал из Хонгконга, ATV World, који је такође емитовао серије Доктор Ху и Торчвуд, емитовао је ову серију од 17. фебруара исте године. Прва сезона је почела да се емитује на каналу Sci Fi-у у Сједињеним Америчким Државама почевши од 11. априла 2008, али је ово била једина сезона емитована на америчкој телевизији од лета 2010, иако су касније сезоне наставиле да се издају на DVD-у у Америци без претходног телевизијског емитовања. У Аустралији су Авантуре Саре Џејн почеле са емитовањем 31. октобра 2008. на каналу . У Бразилу је серије почела да се емитује 19. новембра 2012. на каналу TV Cultura, одмах пошто је завршено емитовање 6. серијала Доктора Хуа. Такође је емитована на Новом Зеланду на каналу Nickelodeon New Zealand, као и у Белгији на Ketnet-у. Године 2013. серија је почела да се емитује на JeemTV-у на арапском језику. Различите сезоне серије су такође више пута емитоване на шведском дечјем каналу Barnkanalen на шведском.

## Промотивни производи

### Играчке
је добио дозволу за производњу комплета за игру Авантуре Саре Џејн, акционих фигура и играчке „Соничног кармина”. Издата су четири сета са две фигуре: Сара Џејн и Звездани песник, Сара Џејн и генерал Кудлак, Сара Џејн и мали Слитинац, као и Сара Џејн и Граске. Такође су издати Сонични кармин Саре Џејн са сатним скенером и Ванземаљски комуникатор. Character Options је касније прекинуо производњу ових играчака због недовољног занимања купаца.

### Шпил каратаБитке у времену
Шпил карата са тематиком серије Авантура Саре Џејн у оквиру колекционарских карата Доктор Ху: Битке у времену био је бонус комплет од 10 ограничених издања, додатних карата (плус једна насловна карта) објављених искључиво уз издање 62 и упакованих у провидну пластичну фолију.
Пошто је часопис Доктор Ху: Битке у врмену проширен изван првобитног броја предложених издања, карте Авантура Саре Џејн су још једном прошириле серију укључивањем ове популарне спиноф серије која се често укрштала са родитељском серијом.
Серија се састојала од 10 појединачних „заједничких” карата са префиксом SJA, а карте су такође показивале своје индивидуалне серијске бројеве од 01 до 10.

### Аудио авантуре
Десет аудио-књига је објављено на CD-у; све осим последње две прочитала је главна глумица серије Елизабет Слејден, која их је читала у првом лицу у лику Саре Џејн. Последње две књиге, објављене у новембру 2011. након Слејденине смрти, читали су Данијел Ентони и Анџли Мохиндра, али не у улогама својих ликова.
Прве две су била први пут да је BBC Audiobooks наручио нови садржај за искључиво објављивање у аудио облику.
Двадесетоминутна мини-епизода у два дела под називом „Лов на чудовишта”, коју је написао Тревор Бексендејл, а прочитала Анџли Мохиндра, направљена је посебно за видео-игру на званичној веб-страници Авантура Саре Џејн. Објављена су још два стрипа „Повратак Крулијуса” и „Одбрана Банерман роуда”. Сви стрипови су били доступни у pdf и mp3 формату бесплатном за преузимање на званичној страници Авантура Саре Џејн.

### Стрипови
Пет стрипова Авантуре Саре Џејн објављено је на званичној веб-страници серије. Четири од њих су биле комичне авантуре са аудио-приповедањем Анџли Мохиндре. За преузимање стрипа био је доступан {pdf}- документ и mp3 аудио запис. Постоји и интернет верзија Сребрног метка, која је у потпуности представљена стрипом који је написао и нацртао Клајд и који је накратко виђен у епизоди Проклетство Клајда Ленгера.

### Романи
Тематску робу серије Авантуре Саре Џејн оживео је концепт новелизације, који је био део франшизе Доктор Ху од 1970-их до 1990-их (углавном под уредништвом аутора и бившег уредника сценарија Доктора Хуа Теренса Дикса). Прва сезона и већи део друге су адаптирани на овај начин, али касније сезоне су доживеле само неколико издања и прелазак са штампаних на е-књиге.
У септембру 2010. издавачка кућа Pearson Education објавила је четири поједностављене новелизације засноване на причама из треће сезоне.

### Часописи и књиге
Иако никада није постојао часопис Авантуре Саре Џејн, постојала су три специјална издања Часописа Доктор Ху усредсређена на Авантуре Саре Џејн, као и редовна помињања у стандардним издањима Часописа Доктор Ху.

## Ванземаљски досијеи Саре Џејн
Ванземаљски досијеи Саре Џеј је BBC-јев серијал заснована на Авантурама Саре Џејн. У овом серијалу се појављују Сара Џејн Смит, Лук Смит, Клајд Лангер и Рани Чандра који уносе податке о ванземаљцима које су срели током својих авантура са Господином Смитом, ванземаљским рачунаром Саре Џејн, да би користили човечанству у случају да Сара Џејн више није способна да брани Земљу против ванземаљских претњи.
Свака епизода је клип-шоу која резимира догађаје у епизодама у којима су се појавили приказани ванземаљци. Једини нови снимак је кадрирање и нарација, у потпуности снимљени у студију, на сету серије. Повремено су, контекста ради, укључени кратки исечци из Доктора Хуа, као на пример у 6. епизоди када су се Џадуни поредили са Људима гепардима из Преживљавања у томе што свака хуманоидна врста површно изгледа као нехуманоидни копнени сисар (носорог и гепард). Формат серије је заснован на кратким исечцима „ванземаљских досијеа” који су претходно направљени за интернет страницу Авантура Саре Џејн.
Серијал је сличан Доктор Ху спинофу Досијеи чудовишта.